# Comedy Club (Rusia)
Comedy Club (în traducere Clubul de Comedie) este un program de televiziune rusesc, care se difuzează de pe data de 23 aprilie 2005 până în prezent fiind de genul stand-up pe canalul de televiziune TNT. De pe 23 aprilie 2010 emisiunea se difuzază într-un format nou.